# Ітімад-Уд-Даула
27°11′33″ пн. ш. 78°01′53″ сх. д. / 27.1925° пн. ш. 78.03138889° сх. д.

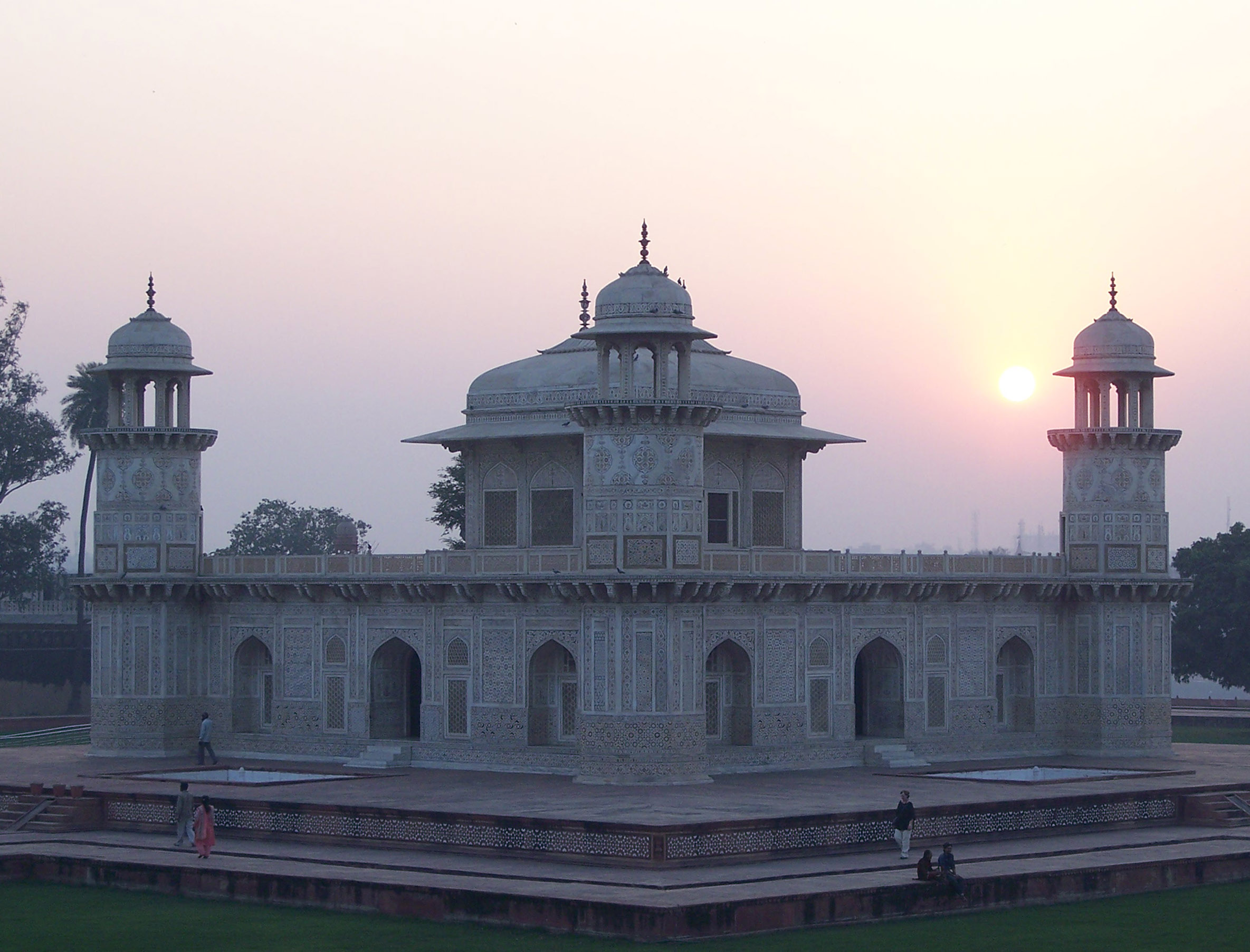
Мавзолей Ітімад-Уд-Даула

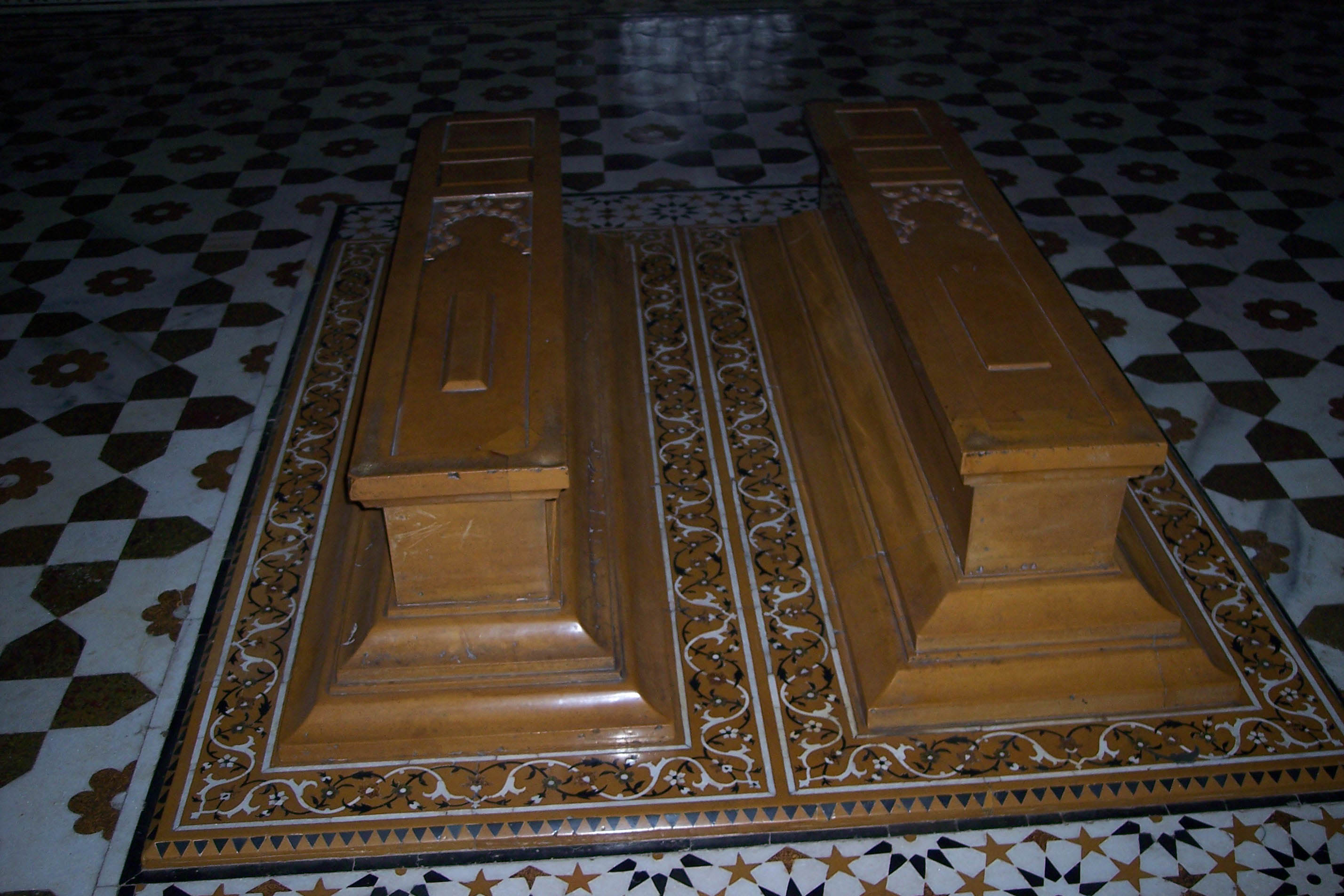
Могили Ітімад-Уд-Даула і дружини

 Ітімад-Уд-Даула  (гінді: एतमाद-उद-दौला का मक़बरा, урду: اعتماد الدولہ کا مقبرہ, I'timād-ud-Daulah kā Maqbara, англійська: Mausoleum of Itimad-ud-Daula) — мавзолей знаходиться у місті Агра, штат Уттар Прадеш, Індія. Ще одна назва, яка використовується для цієї історичної пам'ятки місцевими — Міні Тадж (Baby Taj).

## Історія
Мавзолей був спроектований та збудований Нур Джахан (Nūr Jahān) одною із дружин імператора Джаханґіра на честь її батька Ітімад-Уд-Даула. Перше ім'я Ітімад-Уд-Даула було Мірза Гюяз Бег (Mirzā Ghiyās Beg), він був дідом Мумтаз-Махал на честь якої, її чоловіком імператором Шах Джаном, було збудовано всесвітньо відомий Тадж Махал.

## Будівництво та архітектура
Будівництво мавзолейного комплексу було виконано в період із 1622 року по 1628 рік. В оздобленні будівлі, як зовні так і всередині, використані коштовні камені та золото. Відмінністю цього архітектурного комплексу було застосування для будівництва основної споруди мавзолею (вперше в Індії) білого мармуру разом із традиційним застосування червоно пісковика для супутніх споруд. Архітектурний комплекс складається із чотирьох споруд, виконаних із червоного пісковика, розміщених по сторонам світу, які з'єднанні фортечним муром, центральної будівлі мавзолею із 4 -ма мінаретами виконаних із білого мармуру та паркової зони. Комплекс розташований на берегу річки Ямуна.

## Галерея

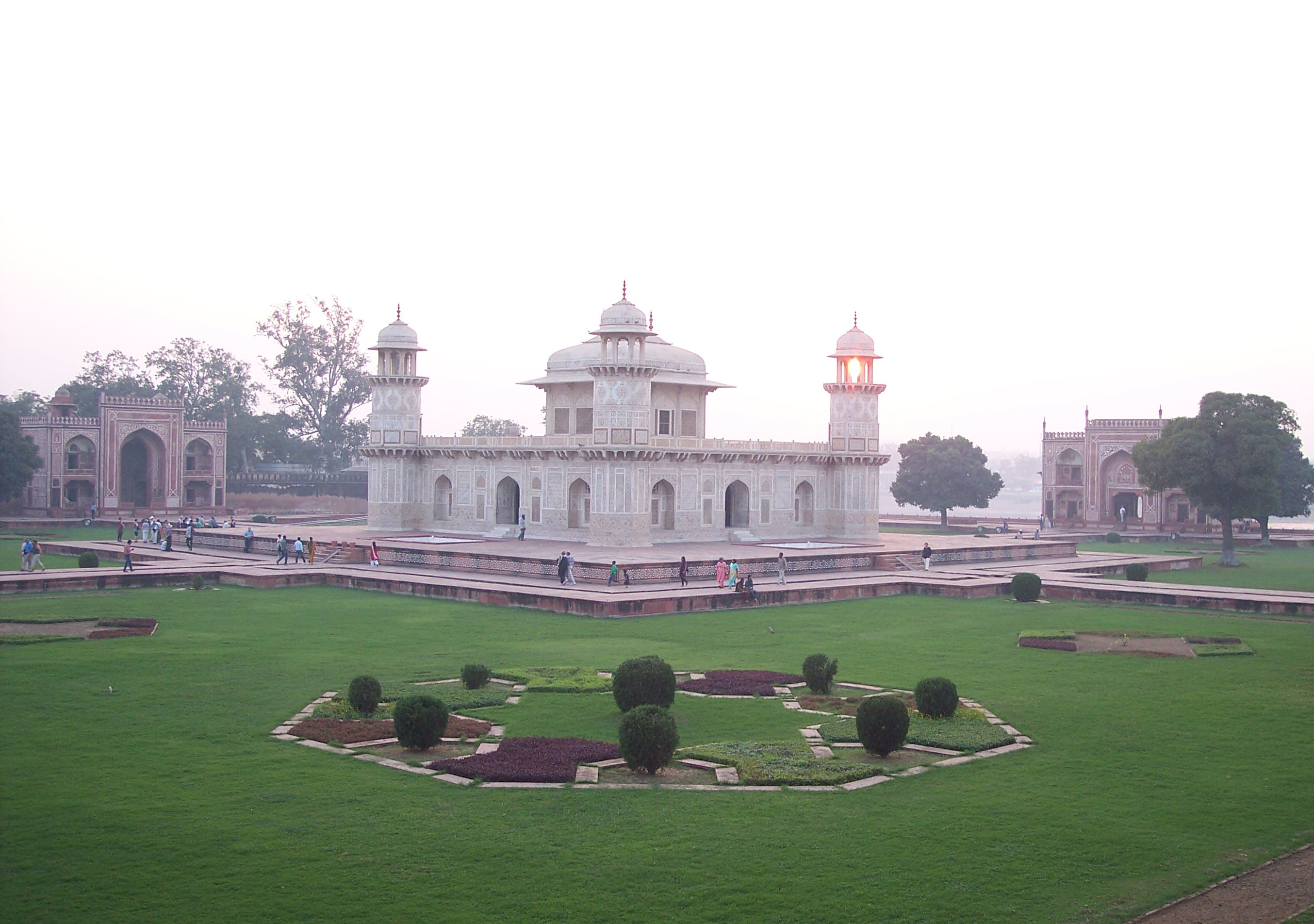
Мавзолейний комплекс Ітімад-Уд-Даула.
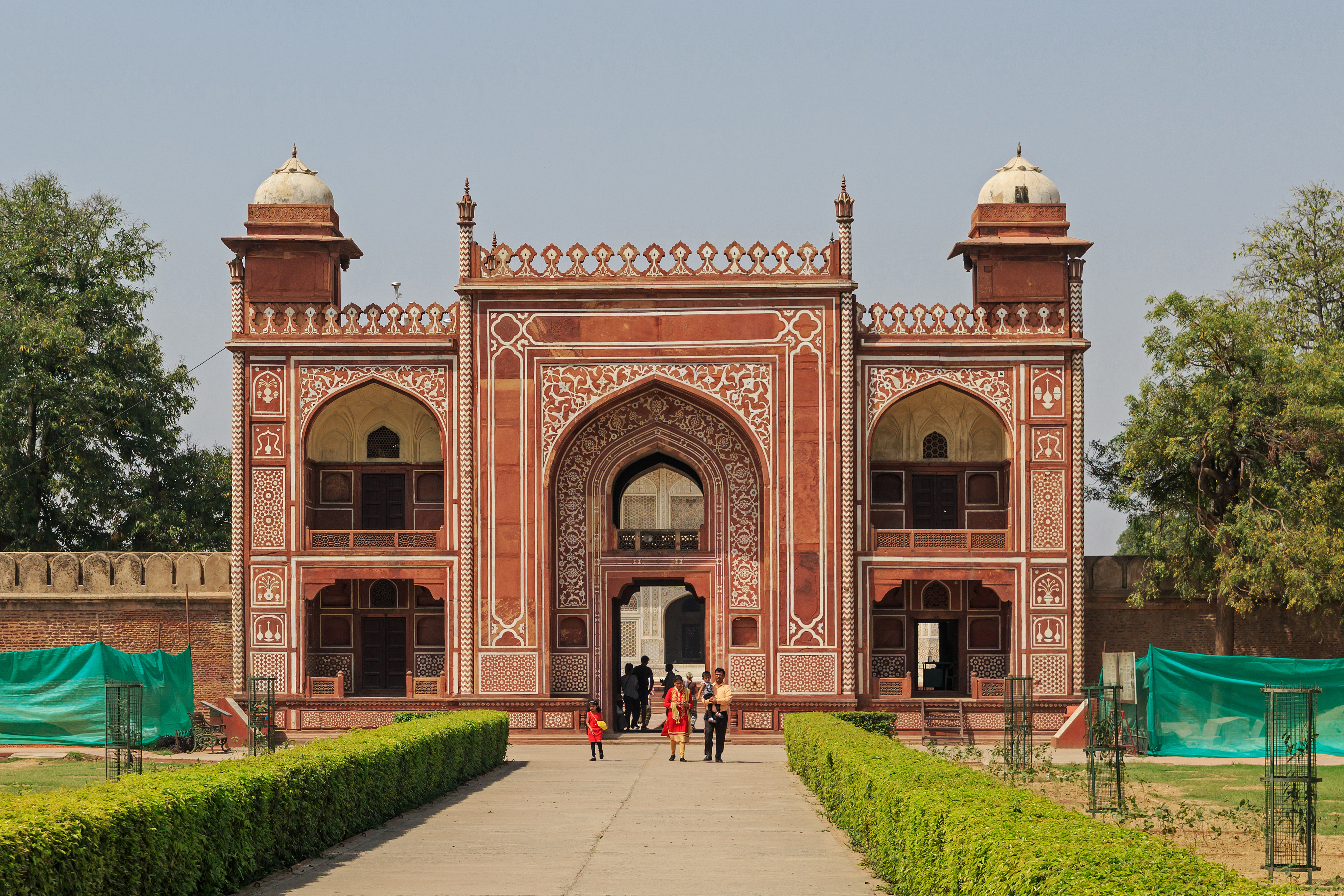
Головна брама, Мавзолей Ітімад-Уд-Даула.
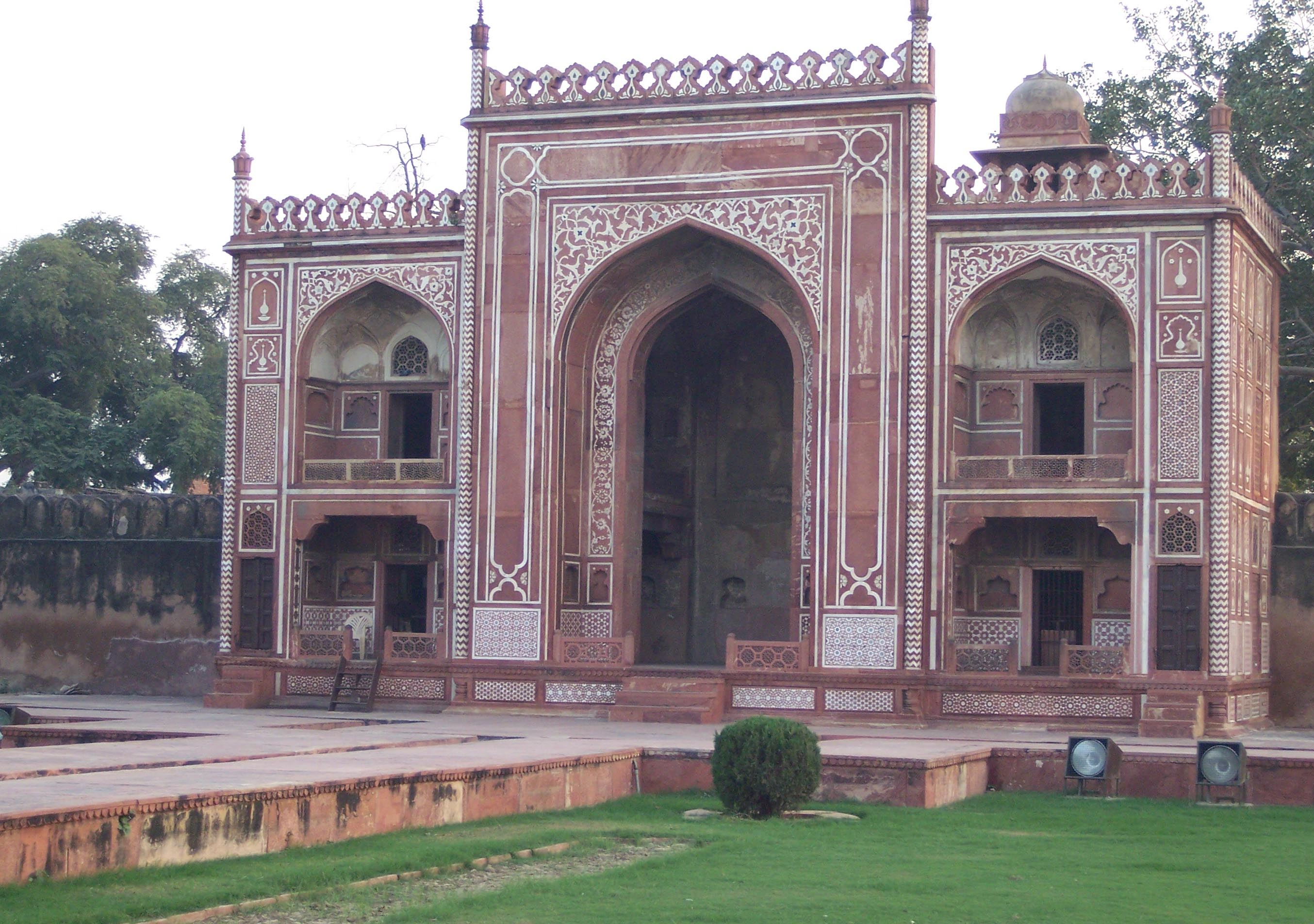
Західна брама, Мавзолей Ітімад-Уд-Даула.
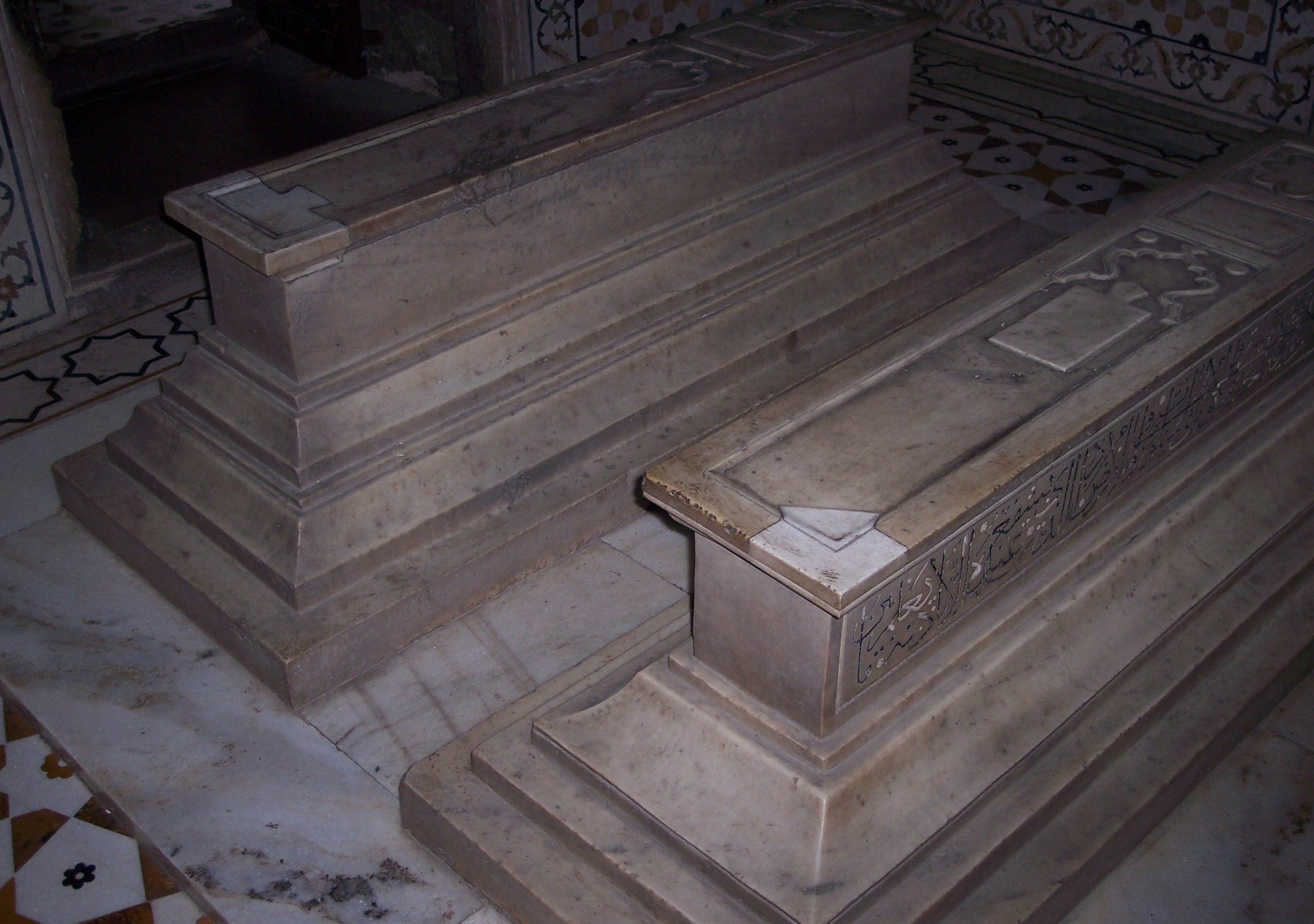
Могили у боковій залі, Мавзолей Ітімад-Уд-Даула.
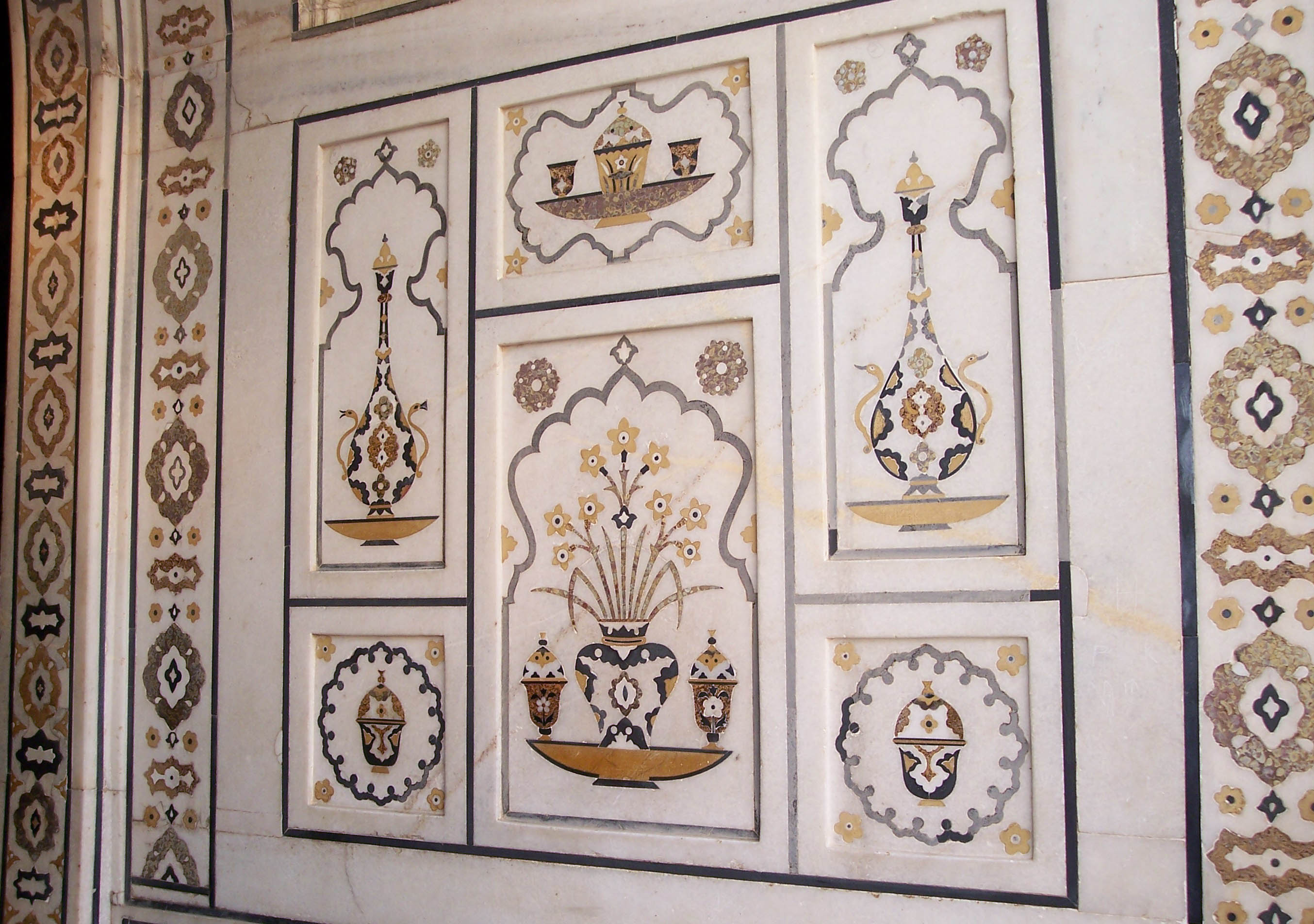
Інтер'єр стін, Мавзолей Ітімад-Уд-Даула.
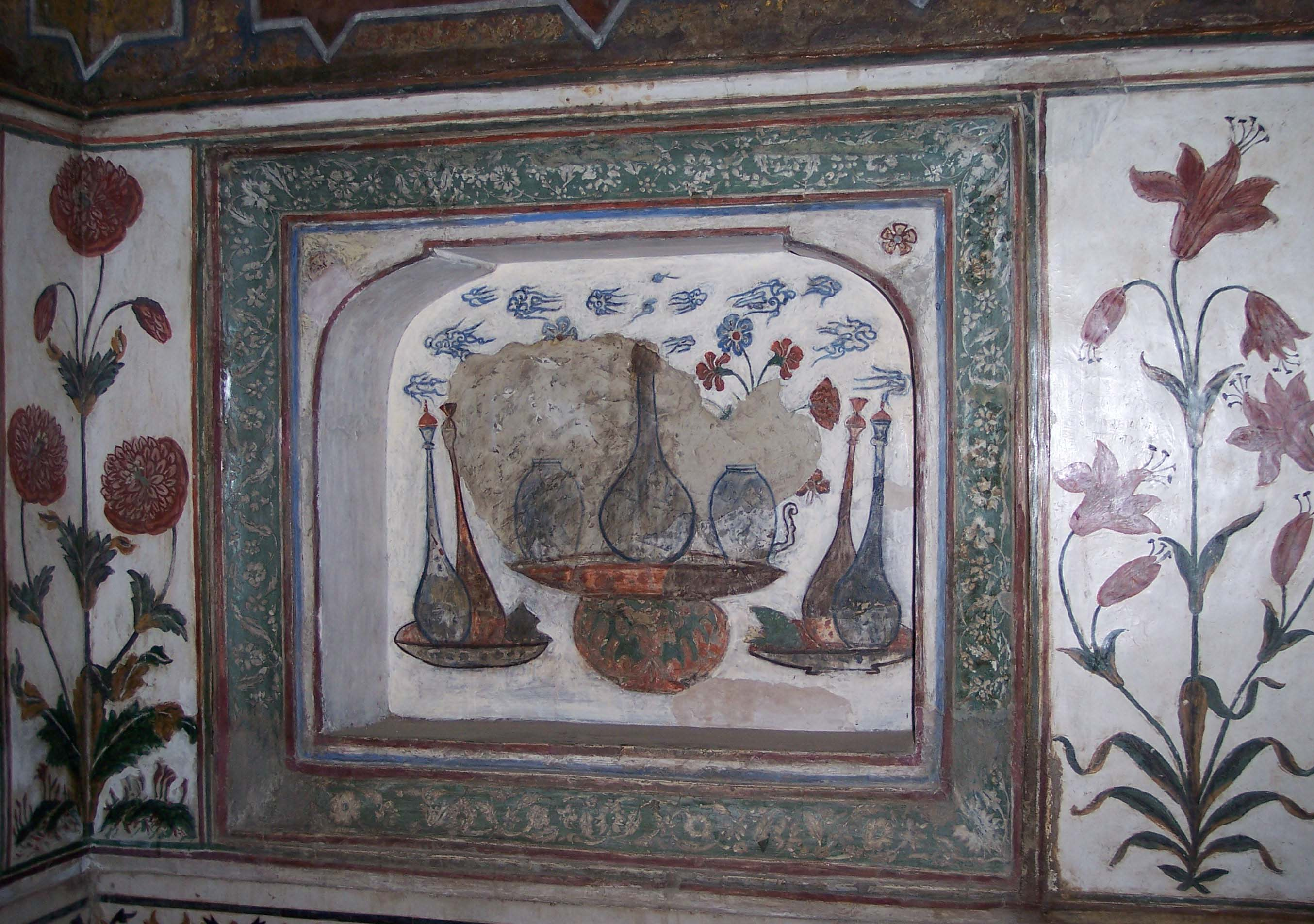
Інтер'єр стін, Мавзолей Ітімад-Уд-Даула.
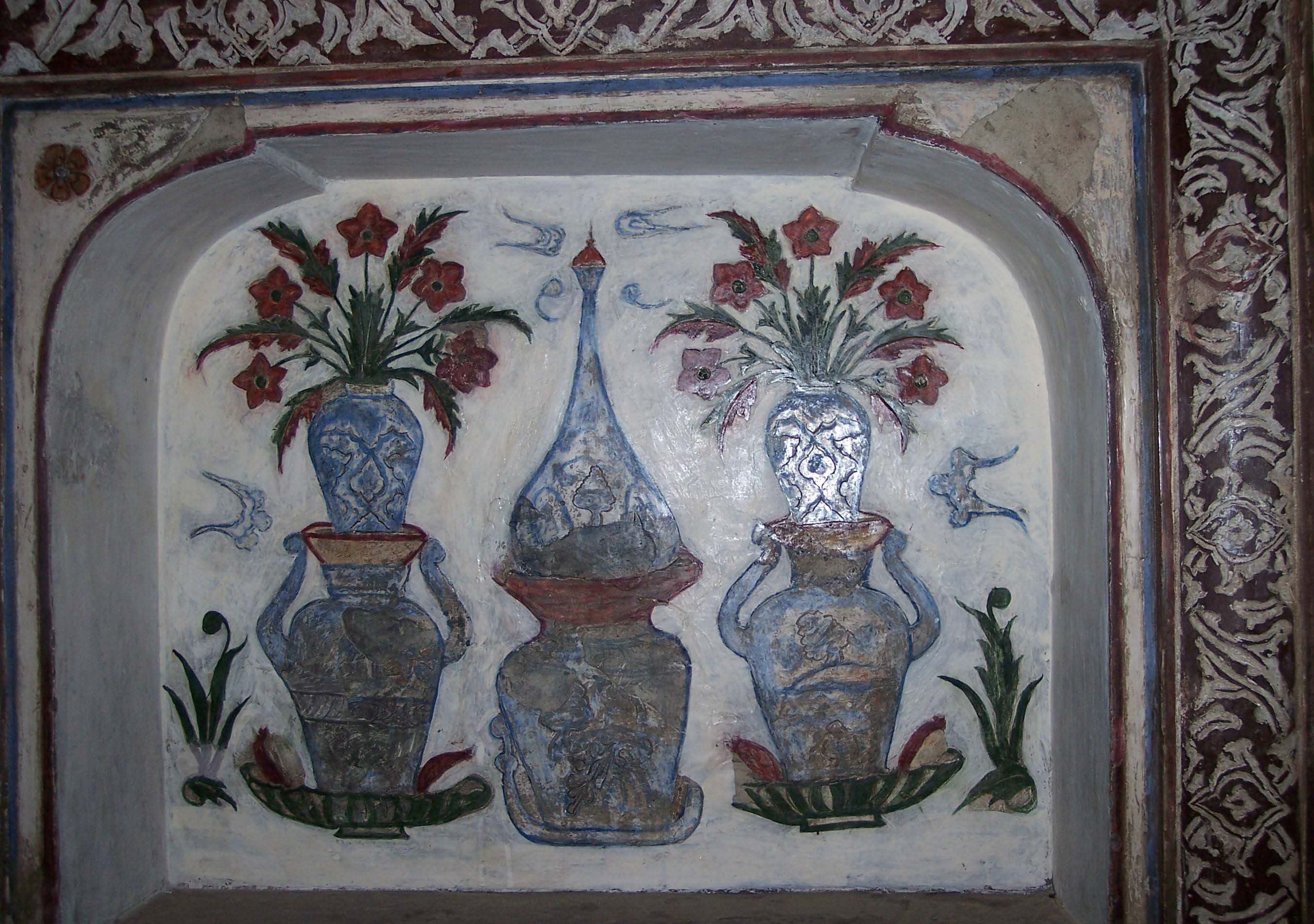
Інтер'єр стін, Мавзолей Ітімад-Уд-Даула.
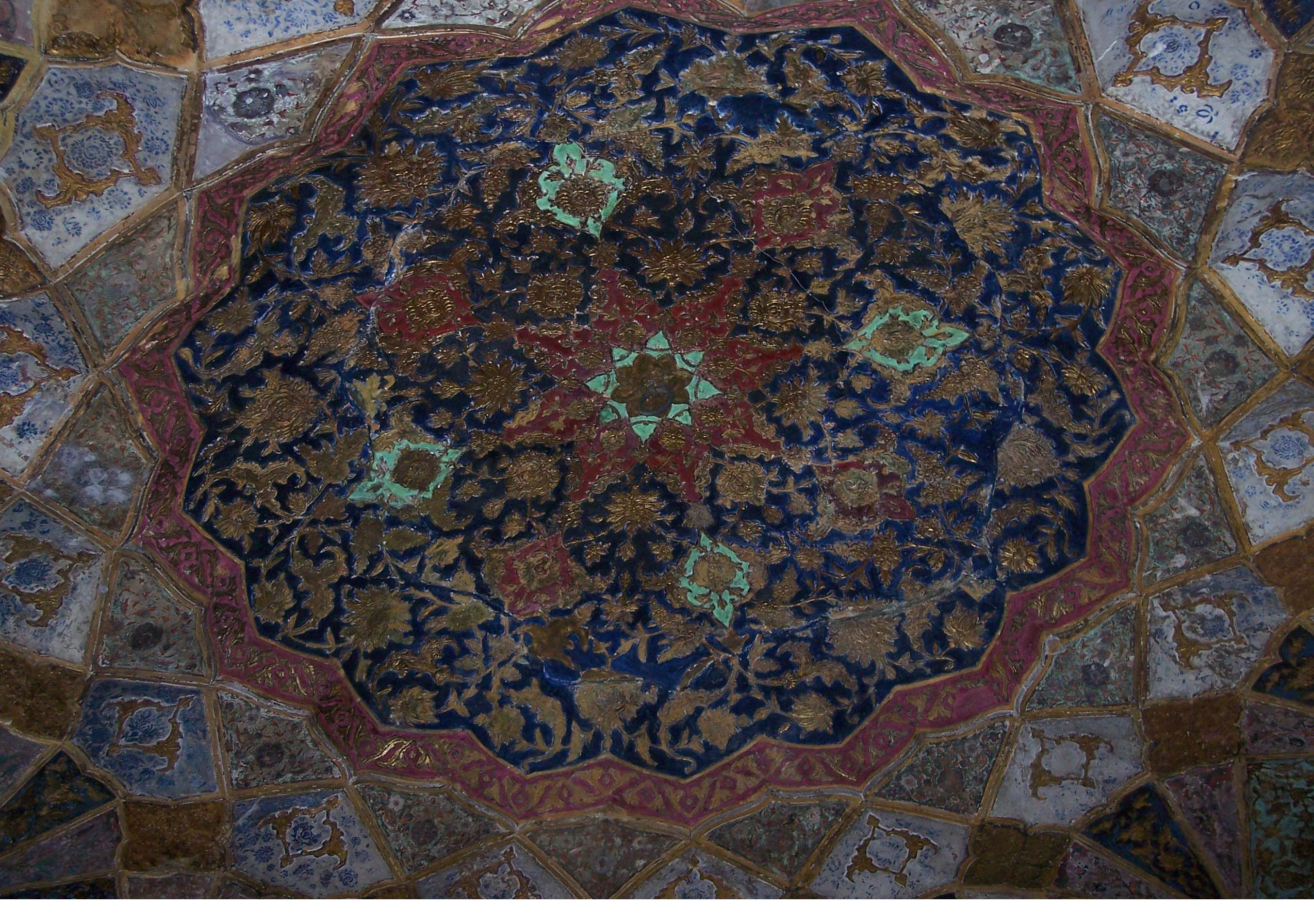
Інтер'єр стелі, Мавзолей Ітімад-Уд-Даула.
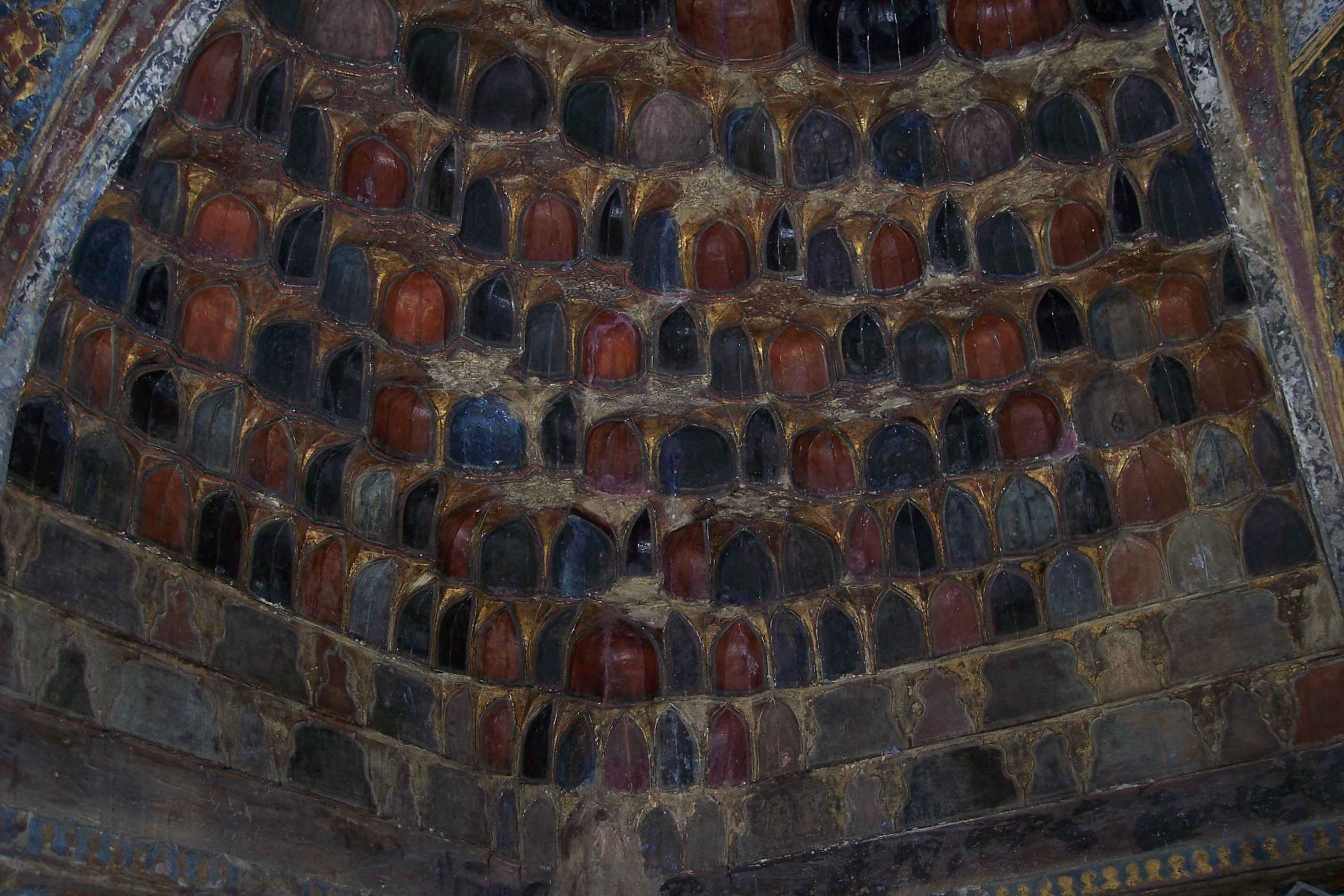
Інтер'єр стелі, Мавзолей Ітімад-Уд-Даула.